# 北条氏
北条氏（ほうじょうし、旧字体：北條氏）は、伊豆国出身の豪族で、鎌倉幕府の執権職を世襲した一族である。戦国大名北条氏（後北条氏、小田原北条氏）との混同を避けるため鎌倉北条氏、もしくは代々鎌倉幕府執権職を継承したことから執権北条氏と呼ばれることもある。通字は時（とき）。ただし北条から移住した後も実際に北条の名字で呼称されたことが確認できる者は時政、時頼などごく少数派である。
鎌倉幕府の最高政務機関である評定衆の席次上位を独占した北条氏系十二家は以下の家が挙げられる。名越家、常盤家、塩田家、政村流北条氏、伊具家、甘縄家、佐介家（2家）、時房流北条氏、大仏家（3家）

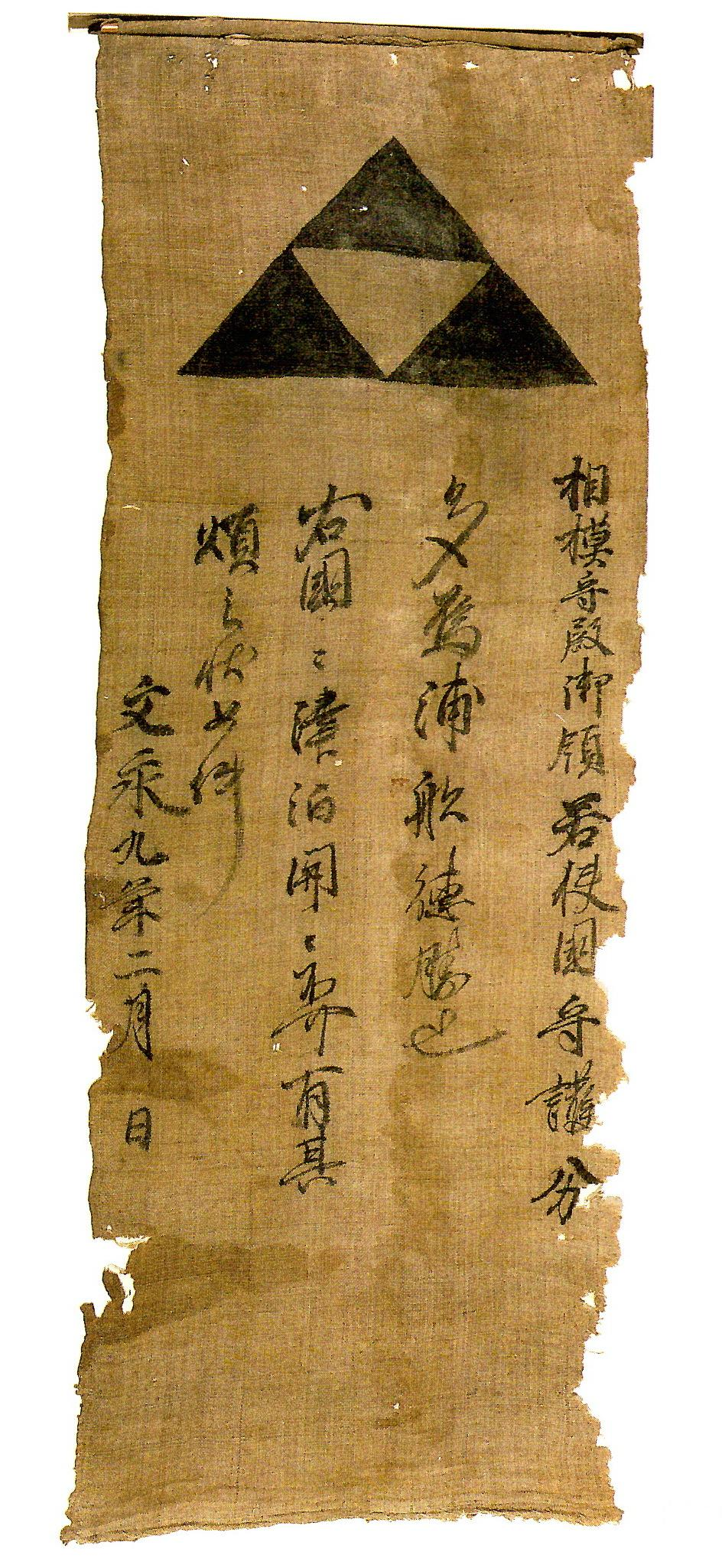
北条氏過所船旗（京都大学総合博物館蔵）。文永9年（1272年）2月、8代執権北条時宗が北条氏得宗領の若狭国守護領内多烏浦の船徳勝に与えた海上通行証。二等辺三角形の三鱗紋が描かれている。

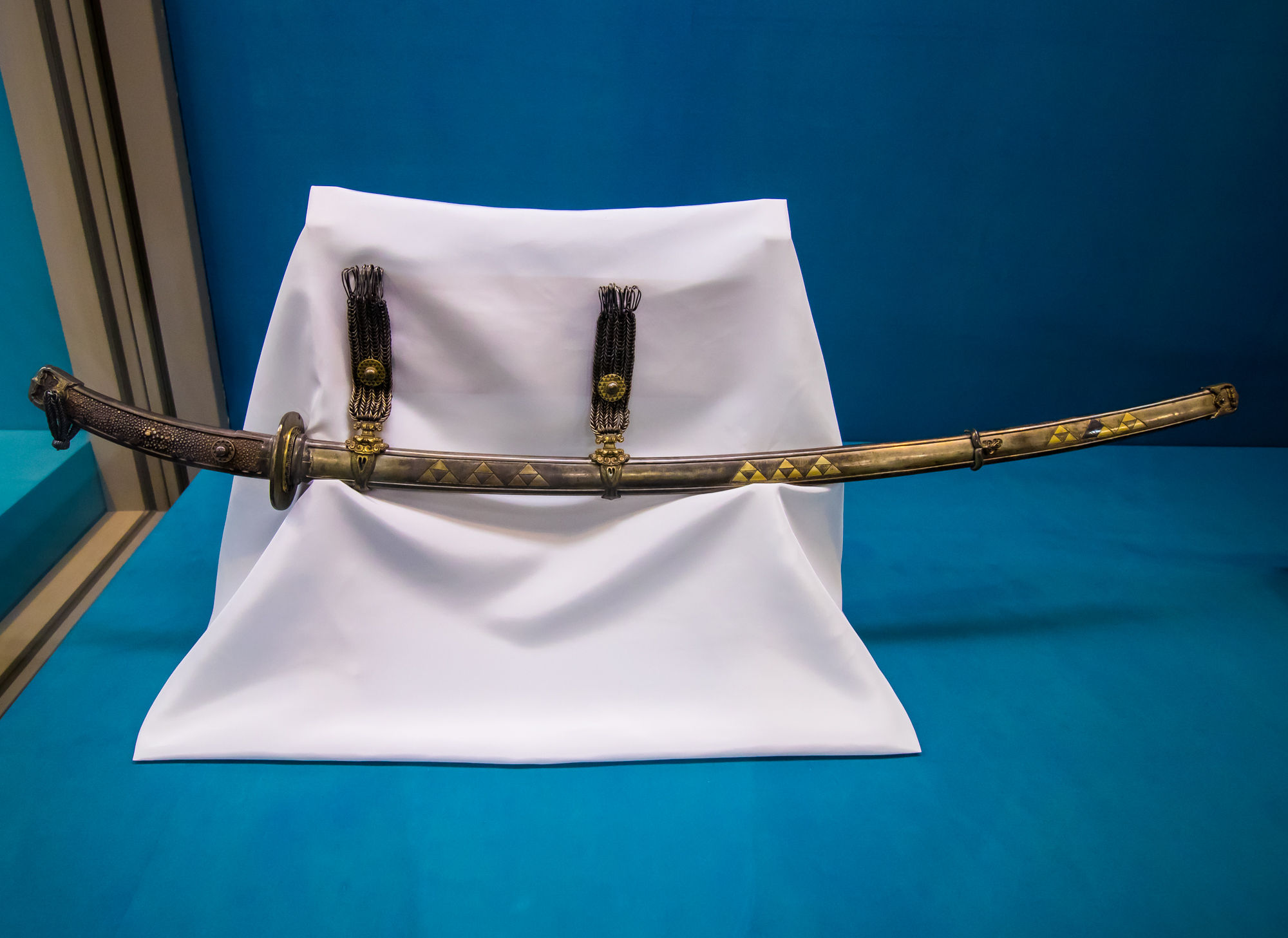
三鱗紋兵庫鎖太刀（北条太刀）（東京国立博物館蔵）。13世紀の作で、北条氏が三嶋大社に奉納したものと伝わる。二等辺三角形の三鱗紋を象る。

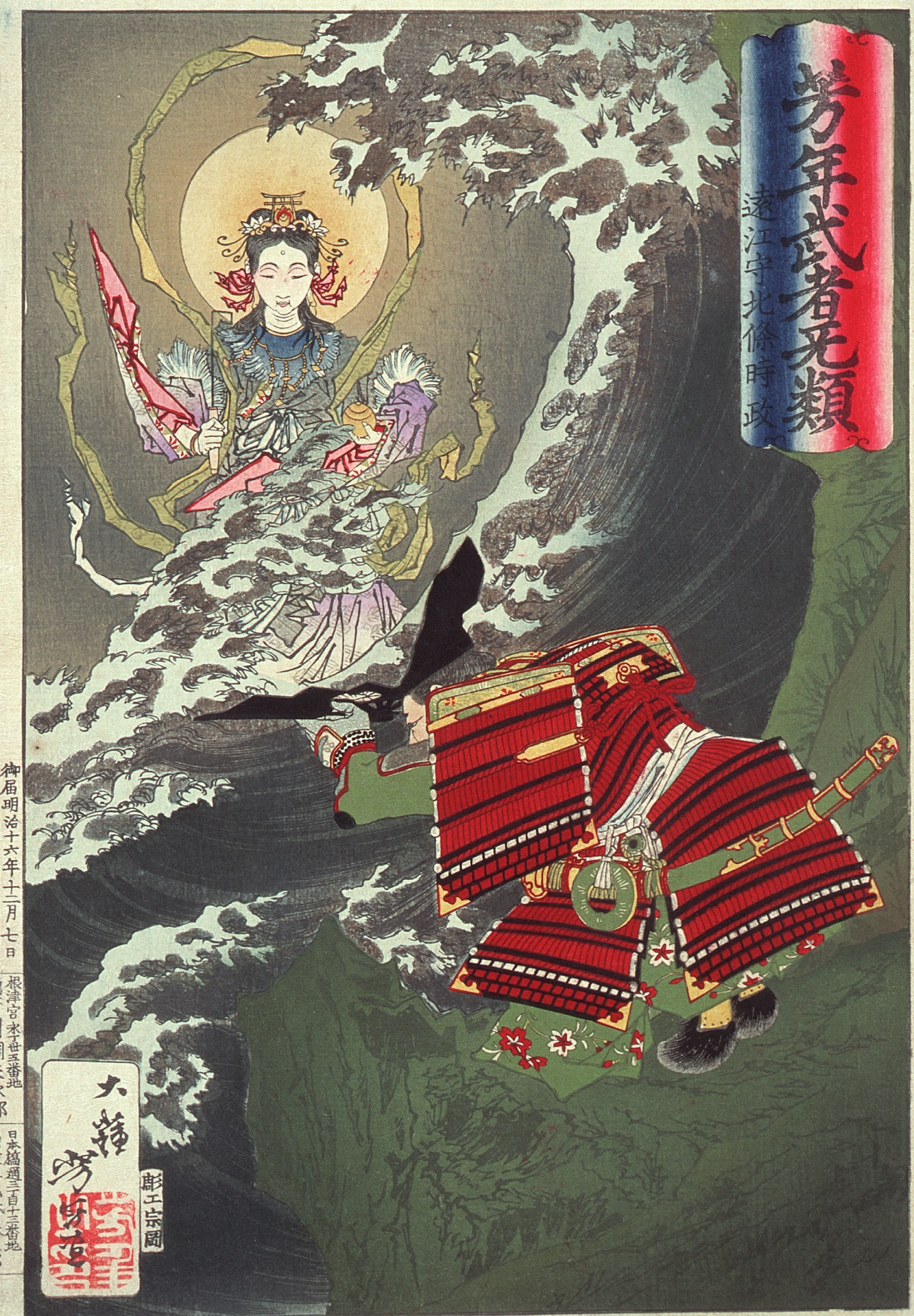
北条家家紋三つ鱗の伝説を描いた月岡芳年の浮世絵。北条時政が江の島で参籠の際、21日目に弁財天が現われ、非道を行なえば家が滅びると告げたのち、蛇に変化して海中に消えた。そのとき残した3枚の鱗を扇に載せておしいただく時政の図

## 概要

### 起源
伊豆国田方郡北条（静岡県伊豆の国市）を拠点とした在地豪族で、桓武平氏の平直方を始祖と自称する。後北条氏と並んで桓武平氏を本姓とされることがある。ただし、現在伝わる北条氏系図の中には時政以前の系譜において違いを見せるものもいくつか存在する。関東で成立した『源平闘諍録』では、伊勢平氏の祖・平維衡の子孫とされている。こうした史料状況から、北条氏は自家の系譜が正確に伝わる家ではなかったことを示しているとして、桓武平氏の流れであることを疑問視ならびに否定視する研究者も出てきた。家紋研究家の高澤等は、同じ三つ鱗紋を用い、北条氏のように大蛇伝説を持つ豊後緒方氏の祖である大和大神氏の一族ではないかと論考している。ただし時政の祖父が時家、父が時方（または時兼）という点は諸系図でほぼ一致しており、時家の『尊卑分脈』傍注には「伊豆介」とある。上横手雅敬は、土着したのはそう古い年代ではなく、幕府内で要職に就いているために、京都と極めて密接な関係にあったのではないかと推測している。また、杉橋隆夫は『吾妻鏡』が時政の父の名前すら記していないのに同族とされる北条時定の卒伝には父の北条時兼が「北条介」であったことを記していることを指摘して、本来は時兼ー時定が北条氏の嫡流であったと推測する。佐々木紀一は『源平闘諍録』の系譜に時政の祖父である平時家を「北条介の婿」と記していること、北条氏の婚姻関係が明らかになるのは時家以降であることから、時家を11世紀後半から12世紀初めの実在の人物で画期とみている。野口実は杉橋や佐々木の見解を受けて、時定が時政の弟か従弟か甥かは確定できないものの、時政と異なって早くから京都に出仕していたこと、北条氏が平直方の子孫であるとする系譜に関しては
1. 源頼朝が北条時政の婿である事実と源頼義が平直方の婿である故事を結びつけるために北条氏を直方の子孫である系譜を捏造した可能性は排除できない。
2. 京武者・平時家が何らかの事情で伊豆の在地官人である北条氏の婿として家を継いだもので、時家が直方の子孫であった可能性は排除できないが、受領に就くことが可能な他の京武者の出身であった可能性もある（野口は時政が頼朝から伊勢の地頭職を与えられていることから、その祖である時家が伊勢平氏の出身であった可能性を推定している）。

という見解を提示している。その一方で、三嶋大社とも縁があり、伊豆国造とつながりがある日下部氏一族ではないかという推察もある。
『吾妻鏡』文治5年（1189年）6月6日条によれば、田方郡内には南条・北条・上条・中条と呼ばれる地域が並んでいたという。平安時代中期以降、律令制の郡は名田または名（みょう）といった徴税単位に細分化され、方位や区分を示す「条」と呼ぶ例が多く見られた。他の東国有力武士団である三浦氏・千葉氏・小山氏・秩父氏などは、何代か前から多くの有力な一族を各地に分派させて同族集団を形成しているが、北条氏には時政以前の分流が甥といわれている北条時定の系統の他は見られない（時政の兄弟の存在すら不明である）こと、『吾妻鏡』が40歳を越えた時政に「介」や都の官位などに就かず、ただ「北条四郎」「当国の豪傑」とのみ記していること、保有武力に関しても石橋山の戦いの頼朝軍の構成を見る限り突出した戦力を有していたとは言いがたいことなどから、北条氏の勢力は決して大きくなく、伊豆においても中流クラスの存在であったとするのが一般的な見解である。一方で、北条氏の本拠は国府のある三島や狩野川流域に近接して軍事・交通の要衝といえる位置にあることから、国衙行政や交易などに長けており、所領は小さくても富強であったとする見解もある。

### 鎌倉幕府の執権
北条時政は、娘北条政子が源頼朝の妻となったことから頼朝の挙兵に協力して鎌倉幕府の創立に尽力、頼朝が征夷大将軍に任じられると、有力御家人としての地位を得る。亀の前事件で頼朝に抗議して伊豆に閉居していた時期もあったが、やがて頼朝の命で京都守護として京都の治安回復や朝廷との交渉にあたった。特に独裁権をふるった頼朝の死後は源氏以外で初の国守に任官したり、政策機関としての十三人の合議制に親子で名を連ねるなど、並び御家人から一歩抜きん出た勢力となっている。頼朝の子源頼家・源実朝の外戚として幕府内で強い影響力を持ち、初代執権となった。そして2代将軍頼家を追放し、修禅寺に幽閉した上で謀殺した。さらに、第3代将軍・実朝をも暗殺して娘婿の平賀朝雅を将軍に立てようとしたが、娘の政子や息子の義時に反対され出家させられた。
北条氏は2代執権義時から数代にわたって他の有力御家人を次々と排除し、執権政治を確立した。実朝が暗殺されると、義時は京都から九条頼経を第4代将軍に迎え（摂家将軍）、将軍の地位を名目的なものとし、後鳥羽上皇が北条氏排除を企てた承久の乱に勝利し、幕府を安定させることに成功した。3代執権北条泰時は御成敗式目を制定し、幕府の御家人支配をゆるぎないものにした。
北条氏は、得宗と呼ばれる嫡流を中心に名越、赤橋、常葉、塩田、金沢、大仏などの諸家に分かれ、一門で執権、連署、六波羅探題などの要職を独占し、評定衆や諸国の守護の多くも北条一族から送り出した。なお、これらの分流はすべて時政以降のものであり、一族が膨れ上がる中でも、それ以前の北条氏の流れはまったく歴史に登場していない。得宗家の家臣は御内人と呼ばれ、しばしば得宗の代官として得宗家の所領や守護所などに派遣されている。また、得宗家の家政を取り仕切る最高責任者は内管領と呼ばれ、平頼綱や長崎円喜のように権力を振るうものも現れた。
摂家将軍・頼経、頼嗣は成長すると独自の政権運営を指向し、執権に反抗的な態度を取る。第5代執権・北条時頼は第5代将軍・頼嗣を追放し、宗尊親王を第6代将軍に迎えることで、この危機を乗り切り朝廷との関係を固めた（皇族将軍）。
第8代執権・北条時宗は元からの国書を黙殺して、御家人を統率して元寇と戦う。これを機に鎌倉幕府は非御家人への軍事指揮権も獲得したほか、西国での支配権が強化され、北条一門が鎮西探題、長門探題として派遣された。また、北条一門の諸国守護職の独占も進む。時宗の息子・第9代執権・北条貞時は平禅門の乱で内管領の平頼綱を滅ぼして得宗専制を確立する。これらにより、御家人層の没落が進行し、没落した御家人の中には御内人になる者もあらわれる。
貞時の子・第14代執権・北条高時は後醍醐天皇の挙兵計画である正中の変を未然に防ぐが、後醍醐が2度目の計画である元弘の乱に続いて1333年（元弘3年/正慶2年）に再度挙兵すると、御家人筆頭の足利高氏（尊氏）がこれに呼応して京都の六波羅探題を滅ぼし、上野国の新田義貞も挙兵し、高氏の嫡子千寿王（足利義詮）が合流すると関東の御家人が雪崩を打って倒幕軍に寝返り、鎌倉を陥落させる。最後は、東勝寺合戦において敗戦し北条一族のほとんどは討死、また直後に自害し北条氏は滅亡する。

### 鎌倉幕府滅亡後・子孫
鎌倉幕府滅亡後に建武の新政が開始された後も、北条氏の残党は津軽や日向国、伊予国など各地で散発的に反乱を起こした。1335年（建武2年）に京都に潜伏していた高時の弟・北条泰家（時興）が公家の西園寺公宗と政権転覆を計画するが未然に発覚する。公宗は後醍醐天皇暗殺に失敗し誅殺されたが、泰家は逃亡して各地の北条残党に挙兵を呼びかける。北条氏の守護国のひとつであった信濃国で高時の子・時行らが挙兵し、中先代の乱を起こす。時行軍は足利方の信濃守護・小笠原貞宗を破り、鎌倉を占領する。鎌倉にいた足利尊氏の弟・足利直義は、幽閉されていた護良親王が時行に担がれる事を警戒し、家臣の淵辺義博に護良親王を殺害させる。尊氏は後醍醐天皇の勅状を得ないまま乱の討伐に向かい、時行を駆逐してそのまま鎌倉へ留まり建武政権から離反する。その後、時行は南朝から朝敵免除を受け、観応の擾乱の際に武蔵国で再度挙兵するが、尊氏に敗れて捕らえられ斬られた。
時行の子孫は横井氏を称し、南朝方について戦ったと言われているが、詳細ははっきりせず、史料や定説、確証はない。この横井氏の子孫は尾張国海西郡（現・愛西市）赤目城主となり、江戸時代は尾張藩家老を務めた。また一族からは俳人として著名な横井也有、幕末の肥後熊本藩士で越前福井藩松平家に派遣され活躍した横井小楠などが出ている。また、戦国大名である後北条氏の家臣である横井氏もこの一族とされ、伊勢（北条）氏綱の正室である養珠院殿は同氏の出身とする説も出されている。また賤ヶ岳の七本槍の平野長泰も横井氏の末裔と名乗り、その子孫は交代寄合を経て明治時代に男爵を賜った。
北条氏の女系血筋は足利氏ら武家や阿野家ら公家などに受け継がれている。

## 主な北条氏の一族
太字は得宗家当主
- 北条時政（源頼朝の舅。初代執権）
- 北条宗時（時政の長男）
- 北条政子（時政の長女。頼朝の妻）
- 北条義時（時政の次男。2代執権）
- 北条時房（時政の三男）
- 北条政範（時政の四男）
- 北条時定（時政の甥・従弟・弟の説あり）
- 北条泰時（義時の長男。3代執権）
- 北条朝時（義時の次男。名越氏の祖）
- 北条重時（義時の三男。極楽寺氏の祖）
- 北条政村（義時の四男。7代執権。政村流北条氏の祖）
- 北条実泰（義時の五男。金沢氏の祖）
- 北条時盛（時房の長男。佐介氏の祖）
- 北条朝直（時房の四男。大仏氏の祖）
- 北条時氏（泰時の長男）
- 北条経時（時氏の長男。4代執権）
- 北条時頼（時氏の次男。5代執権）
- 北条時定（時氏の三男。阿蘇氏の祖）
- 北条長時（重時の長男。6代執権。赤橋氏の祖）
- 北条時茂（重時の次男。常盤氏の祖）
- 北条業時（重時の三男。普恩寺氏の祖）
- 北条時村（政村の長男）
- 北条実時（実泰の長男）
- 北条時輔（時頼の長男）
- 北条時宗（時頼の次男。8代執権）
- 北条宗政（時頼の三男）
- 北条宗頼（時頼の四男）
- 北条義宗（長時の長男）
- 北条顕時（実時の長男）
- 北条実政（実時の次男）
- 北条貞時（時宗の長男。9代執権）
- 北条師時（宗政の長男。10代執権）
- 北条宗方（宗頼の次男）
- 北条宣時（朝直の子）
- 北条宗宣（宣時の長男。11代執権）
- 北条煕時（時村の孫。12代執権）
- 北条基時（業時の孫。13代執権）
- 北条久時（義宗の長男）
- 北条高時（貞時の三男。14代執権）
- 北条泰家（貞時の四男）
- 北条貞顕（顕時の四男。15代執権）
- 北条守時（久時の長男。16代執権）
- 赤橋登子（久時の娘。足利尊氏の正室）
- 北条仲時（基時の長男）
- 北条貞将（貞顕の次男。17代執権とする説あり）
- 北条邦時（高時の長男）
- 北条時行（高時の次男）
- 北条治時（随時の長男。高時の養子)

## 系譜
```
※ 数字は宗家（得宗家）当主継承順
※ 丸数字は執権就任順
※ ローマ数字は連署就任順
※ 
太字
は
宗家
（得宗家）当主
※ 得宗家以外は執権・連署就任者とその係累のみを記載。それ以外傍流の系譜については当該記事を参照。
```

## 流派
北条氏は嫡流である得宗家を筆頭に、名越流や金沢流などの諸流に分かれて繁栄した。
名越流はその嫡流意識の強さから、たびたび得宗家と対立し、数度の討伐を受けた。金沢流は最古の武家文庫と知られる金沢文庫を設立した。極楽寺流の北条重時は『極楽寺殿御消息』『六波羅殿御家訓』の作者として知られる。
北条氏の嫡流にあたる得宗家では、泰時（初め頼時）が源頼朝、経時・時頼の兄弟が九条頼経、時宗が宗尊親王、貞時が惟康親王を烏帽子親に元服していることが史料から明らかになっており、義時と貞時・高時父子を除く歴代当主（当主にはなっていない高時の嫡子・邦時も含む）が烏帽子親である征夷大将軍よりその偏諱（名の一字）を受けていたことがうかがえる。
得宗家はそのように本来ならば将軍の下で一御家人という立場にありながら、烏帽子親関係による一字付与を利用して、他の有力御家人を統制したことが指摘されており、その統制の主体である烏帽子親、すなわち有力御家人が一字を賜る相手が将軍から得宗家へ移行したという見解も示されている。
また、将軍を烏帽子親として一字を与えられるのが得宗家と赤橋流北条氏の当主に限定されていたのに対し、大仏流北条氏や金沢流北条氏の当主は、得宗家を烏帽子親として一字を拝領していることから、それよりも一ランク低い家と位置づけられていたことがうかがえる。このように、北条氏一門の中でも家格の違いがあることは、この当時、烏帽子親のランクに応じた家格が存在していたことを示唆するものであるとの指摘もなされている。
有力御家人のうち、代々北条氏と婚姻関係を結び、のちに室町幕府の将軍家となった足利氏を例にとると、鎌倉期の嫡流家の歴代当主の諱は「得宗の当主の偏諱＋通字の氏」で構成されている（具体的には、泰氏が泰時、頼氏が時頼、貞氏が貞時、貞氏の三人の息子（高義・高氏・高国）が高時からそれぞれ偏諱の授与を受けたとする）。足利氏は代々北条氏一門の女性を正室に迎え、その間に生まれた子が嫡子となり、たとえその子より年長の子（兄）が何人あっても、彼らは皆庶子として扱われ家を継ぐことができないという決まりがあったが、正室（北条時盛の娘）が子を生む前に早世した頼氏の跡は、その庶子であった家時（貞氏の父、母は上杉重房の娘）が家督を継いだ。家時に「氏」が付かないのはこのためであるようだが、代わりに用いられた「時」の字は本項の冒頭で示したように北条氏の通字であり、やはり北条氏から偏諱を受けたものであるとみられる。また、足利高義の名の２文字目に清和源氏の通字である「義」の字が使われている背景にはこの当時の足利氏と北条得宗家の良好な関係の象徴であり、得宗家が足利氏の将軍および得宗家への忠節と引換に「源氏嫡流」として認められたとする見方もある（→「門葉」）。ちなみに、泰氏の父・義氏の「義」の字に関しても同様の考えで北条義時から賜ったと考えることもできなくはないが、それについては現状の研究では言及されておらず、ひとまずは前述の清和源氏より続く、義氏までの足利氏の通字とみなすのが良いと思われる。
そのように北条氏から一字を受けた御家人は足利氏のみならず、紺戸論文では二階堂氏（行光流）、大江長井氏、佐々木氏（六角氏・京極氏・義清流）、千葉氏、河越氏、大仏流北条氏、小山氏、小田氏もその例に当てはまるとしており、特に足利・二階堂・長井・六角・京極・千葉・河越の各氏から以下の共通点を見出している。
1. すべての系統が泰時の「泰」、経時の「経」、時頼の「頼」、時宗の「宗」、貞時の「貞」、高時の「高」を順次諱の一字としており、これらの文字が使われない場合でも北条氏の通字である「時」が使われている。
2. すべての系統が概ね嫡流である（一部例外あり）。
3. 各系統のどの世代においても、同じ字を持つ得宗家当主がその地位にあった時期に元服していると見られる[注釈 10]。
4. 以上の現象が縦の父子関係で繰り返されており、原則横の兄弟の関係では見られない（二階堂氏など例外あり）。

北条氏が他の御家人に一字を付与するにあたり、特に泰時以降においては基本的に通字の「時」でない方を与えるようであったが、前述の足利家時のように「時」の字の方を与えられるケースもあった。金沢実時（泰時より）や金沢顕時（時宗よりのように北条氏一門ではその通字とみなせるが、述べたように家時の場合、足利氏では「氏」の字を通字としていたため、「時」の字は北条氏から与えられたものであることが指摘されており、平賀惟時（時頼より）、安達時顕、小山時長、大友親時、武田信時、武田時頼、武田時綱、千葉時胤、長井時秀、毛利時親、結城時広、六角時信なども同様に「時」の字を与えられた者と考えられる。しかし、「時」の字の方を与えられた理由についてはまだ分かっていない。
室町時代以降、主君へのはばかりから、主君からの偏諱は受ける側の上の字（1文字目）となる場合がほとんどとなったのに対し、鎌倉時代においては下の字（2文字目）につけるケースも多く見られるが、こちらもその理由や基準については明らかになってはいない。しかしながら、烏帽子親子関係が歴史の表面に現れることは稀なことであり、それを明らかにするべくより詳細に分析しようとしても史料的な限界に達してしまうことが予期されるため、今後の更なる研究が必要な分野でもある。
この北条氏の得宗家による一字の付与は、婚姻関係に代わる御家人層に対しての政策であったと考えられ、その対象となったのは、北条氏に対抗し得る勢力を持った特定の氏族（＝幕府創設以来の伝統的な御家人）の嫡流（宗家）であった。前述の例に示した足利氏はその筆頭格であり、｢特定の氏族｣の中には二階堂氏のように幕府の機能の中枢を担う官人も含まれていた。但し、この烏帽子親子関係のみならず、足利氏に対しては一族の女性を嫁がせ、一門の大仏流北条氏に対しては嫡流のみならず他の一族（宗宣の弟たちや高直など）とも烏帽子親子関係を結ぶなど他の政策と併用しながら、時には比企能員の変、和田合戦、宝治合戦などといった排除政策を行いながら、得宗政治体制を維持していったのである。